# 特費
3°21′14″S 64°42′39″W / 3.35389°S 64.71083°W

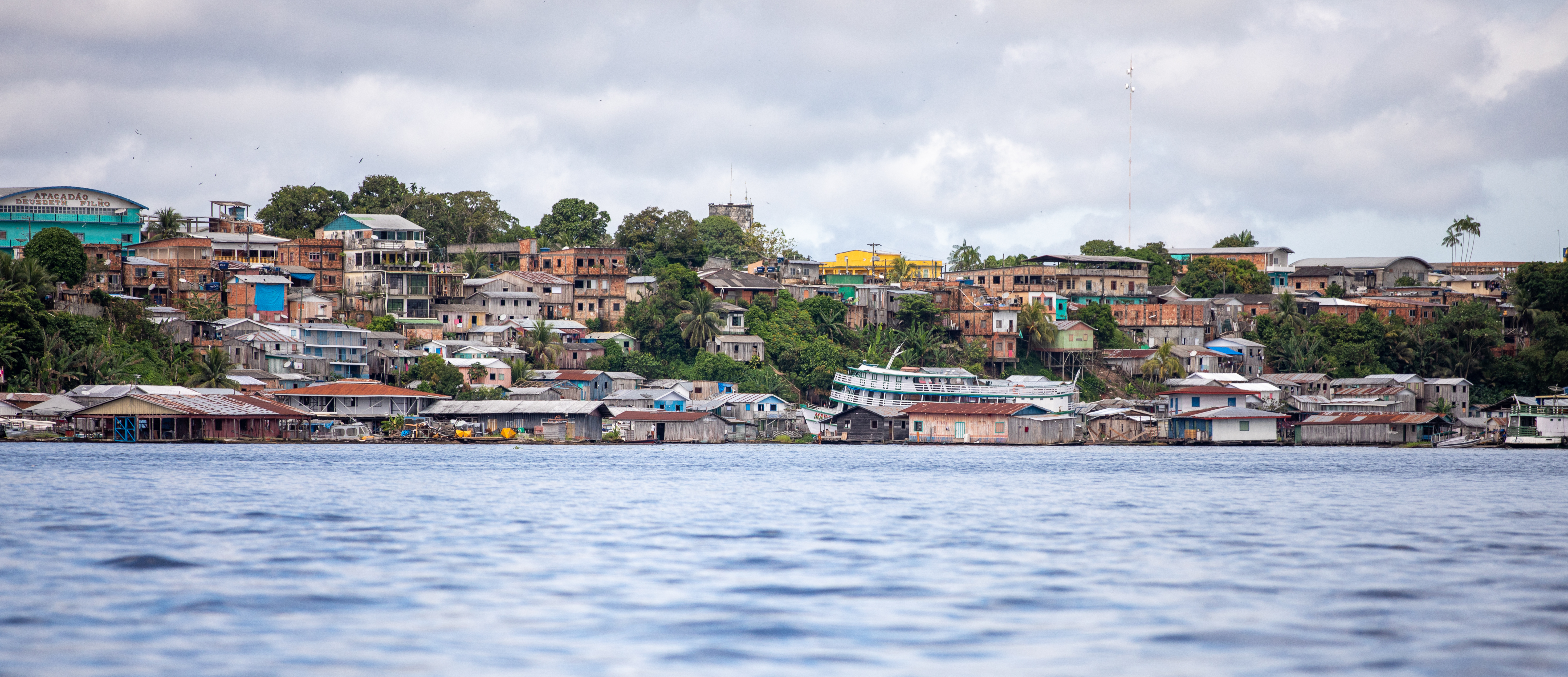
特費

特費（葡萄牙語：Tefé）是巴西的城鎮，位於該國北部，由亞馬遜州負責管轄，始建於1759年，面積23,704平方公里，海拔高度75米，2014年人口62,662，人口密度每平方公里2.6人。